# Trương Hưu
Trương Hưu (tiếng Trung: 張休; bính âm: Zhang Xiu; 205 - 245), tự Thúc Tự (叔嗣), là quan viên Đông Ngô thời Tam Quốc trong lịch sử Trung Quốc.

## Cuộc đời
Trương Hưu quê ở Bành Thành, Từ châu, là con trai của đại thần Trương Chiêu, tinh thông văn sử.
Năm 229, Tôn Đăng được lập làm thái tử. Trương Hưu cùng Gia Cát Khác, Cố Đàm, Trần Biểu trở thành liêu hữu của thái tử, giữ chức Thái tử trung thứ tử. Trương Hưu dạy thái tử Hán thư, chuyển chức Hữu bật đô úy.
Đương thời, Tôn Quyền thích săn thú, mỗi lần phải đến hoàng hôn mới về. Trương Hưu dâng sớ khuyên can, Tôn Quyền rất hài lòng, đem sớ của Hưu ra cho Trương Chiêu xem.
Năm 241, Tôn Đăng qua đời, Trương Hưu vào triều làm Thị trung, Vũ Lâm đô đốc, quản lý hình pháp trong quân, sau lại thăng chức Dương Vũ tướng quân.
Cùng năm, quân Ngụy do Vương Lăng chỉ huy xâm lấn. Trương Hưu cùng Cố Thừa (em trai của Cố Đàm) theo Toàn Tông đánh lui Vương Lăng ở Thược Pha. Khi luận công, Hưu, Đàm thu được quan tước cao hơn con cháu nhà họ Toàn. Toàn Tông vì thế mà oán hận, cấu kết với Lỗ vương Tôn Bá. Lúc này, Tôn Bá cùng Tôn Hòa đang tranh ngôi thái tử, mà Trương Hưu cùng anh em họ Cố lại ủng hộ Tôn Hòa.
Năm 245, Toàn Tông tố cáo Trương Hưu, Cố Thừa cấu kết với Điển quân Trần Tuân khuếch đại chiến công. Trương Hưu, Cố Đàm, Cố Thừa bị đày đến Giao châu. Trung thư lệnh Tôn Hoằng vốn có thù cũ với Trương Hưu, bèn nhân cơ hội gièm pha. Kết cục, Trương Hưu bị ban chết, thọ 41 tuổi.

## Trong văn hóa
Trong tiểu thuyết Tam quốc diễn nghĩa, Trương Hưu xuất hiện ở hồi 98, làm Hữu bật của thái tử Tôn Đăng. Sau này bị người vu cáo, giáng chức, ép tự sát.